# Michellie Jones
Michellie Yvonne Jones (Fairfield, 6 de setembro de 1969) é uma ex-triatleta profissional australiana.  Atualmente ela é uma triatleta guia da paratriatleta Katie Kelly.

## Carreira
Michellie Jones tornou-se profissional a partir de 1990. Ela foi medalhista olímpica de prata em Sydney 2000, campeã mundial; da Copa do mundo; do Xterra e do Ironman em 2006. 
Em 2015, ela voltou a competir agora como guia da paratrialeta Katie Kelly, a parceria ganhou a medalha de ouro na Rio 2016.